# Sistema (logiciel)
Pour les articles homonymes, voir Sistema (homonymie).
Sistema (acronyme de Safety Integrity Software Tool for the Evaluation of Machine Applications, soit Outil logiciel d'intégration des sécurités pour l'évaluation des applications machines) est un logiciel développé par le BGIA allemand (Institut de la Sécurité au Travail allemand), à destination des concepteurs de machines, pour que celles-ci soient conformes aux directives "Machines" 98/37/CE et 2006/42/CE. Le logiciel fournit aux équipes de conception et de validation des fonctions de sécurité, une aide dans l’évaluation des circuits de commande relatif à la sécurité selon la norme EN ISO 13849-1. Cette norme permet de donner présomption de conformité à la directive "Machines". L'outil permet de modéliser la structure des fonctions de sécurité en se basant sur des architectures désignées, tout en facilitant le calcul automatique des valeurs de fiabilité avec différents niveaux de détail, y compris celui du niveau de performance atteint (PL).
Le logiciel SIStema a d'abord été réalisé en langue allemande et anglaise. Le CETIM a réalisé sa traduction en langue française, il est directement téléchargeable sur le lien ci-après. Le logiciel peut être téléchargé et distribué gratuitement.

## Fonctionnalités
Les différents paramètres tels que les paramètres de risque pour la détermination de la performance niveau requis (PLr), la catégorie des parties du système de commande relatives à la sécurité (SRP/CS), les mesures contre les défaillances de cause commune (CCF) sur les systèmes multicanaux, le temps moyen avant défaillance dangereuse (MTTFd) et la couverture de diagnostic (DCavg) des composants et des blocs, sont renseignés, étape par étape, dans les fenêtres de dialogue. Une fois que les données requises ont été saisies dans SISTEMA, les résultats sont calculés et affichés instantanément. Un avantage pratique pour l'utilisateur est que chaque modification de paramètre est immédiatement reflétée dans l'interface utilisateur avec son impact sur l'ensemble du système. L’utilisateur s’épargne le temps nécessaire à la consultation des tables ou à la recherche des formules de calcul à appliquer (calcul du MTTFd moyen, symétrisation de la MTTFd pour chaque canal, estimation du DCavg, calcul de la PFH et du PL, etc.), car ces taches sont effectuées par le logiciel. L’utilisateur peut faire varier les valeurs de paramètres et donc évaluer l'effet global des modifications avec un minimum d'effort.
Le logiciel permet l’édition d’un rapport (au format PDF) qui reprend tous les éléments constituants la fonction de sécurité, et les valeurs obtenues. Ce rapport pourra être glissé directement dans la documentation technique d’une machine, et permettra de donner l’ensemble des éléments de justification des fonctions de sécurité.
Une manière différente d’évaluer le niveau de performance global d’une fonction de sécurité construite à partir de plusieurs architectures (catégories), est réalisée par le logiciel qui utilise le calcul du PFH obtenu sur l’ensemble de la fonction plutôt que d’utiliser le tableau d’association de la norme (tableau 11), ceci permet d’être moins restrictif dans le niveau final estimé tout en restant conforme aux recommandations de la norme EN ISO 13849-1.

### Plugins supplémentaires
Les fournisseurs de matériel de sécurité peuvent fournir des fichiers pour compléter les bibliothèques du logiciel, afin d'intégrer leurs produits dans les calculs des fonctions de sécurité selon la norme EN ISO 13849-1. Les bibliothèques de composants sont directement accessibles depuis l’interface logiciel et permettent de disposer à la fois des valeurs de durée de vie pour calculer l’indice de fiabilité de la fonction de sécurité selon la norme (MTTFd), mais aussi des valeurs relatives à la couverture du diagnostic (DC). Il demeure aussi possible de créer ses propres bibliothèques.